# Freddie King
Freddie King (3. září 1934 Gilmer, Texas, USA – 28. prosince 1976 Dallas, Texas, USA) byl americký bluesový kytarista, zpěvák a hudební skladatel. Občas bývá označován jako jeden ze „tří králů“ elektrické bluesové kytary spolu s Albertem Kingem a B.B. Kingem. V roce 1982 byl posmrtně uveden do Blues Hall of Fame a o třicet let později, v roce 2012 i do Rock and Roll Hall of Fame.